# Rowledge
Rowledge est un village du Surrey, en Angleterre.